# San Agustín (Teruel)
Pour les articles homonymes, voir San Agustin.
San Agustín est une commune d’Espagne, dans la province de Teruel, communauté autonome d'Aragon, comarque de Gúdar-Javalambre

## Géographie
La municipalité est limitrophe de la province de Castellón dans la Communauté Valencienne. Situé dans les contreforts de la péninsule ibérique, est traversé par des rivières Mijares (ou Millars) et Maimona (ou Saint-Augustin) et située entre les montagnes de Montalgrao Pina, Javalambre et Gúdar. La route TE-V-2131 connecte Saint Augustin avec la N-234 et A-23. Sant Augustin est situé à 59 km de la capitale de la province et à 245 km de Saragosse. Autres distances à la Région de Valence sont Segorbe 37 km, Castellón 90 km et Valence à 92 km. Barcelone est situé à 361 km et Reus à 285 km.
Une grande partie de la municipalité se concentre sur l'environnement de la Maimona, qui prend sa source dans les régions karstiques de Alcotas pour rejoindre le Mijares à Montanejos (Castellón). Mais le plus intéressant est la vallée du Mijares, rivière qui coule le long de son extrémité nord taillée dans un calcaire faucille tertiaires, avec une longueur de canon de plus de 200 m de profondeur et belle, où sont situés les maisons de La Hoz et centrale. D'importantes accumulations de travertin (carbonate de calcium grossier ou) ont été déposés par le fleuve, formant des terrasses à différentes hauteurs générées au cours du Quaternaire.
Dans sa municipalité large sont les petites villes de Los Baltasares, Chevalier, Collado et Poviles Royo, Le Garcia, La Hoz, Juan Din, Linares et Cerrito, blanco, et Mases Tamboril, Los Pastores, Tarin Nuevo, Tarin Viejo, Los Peiros, Pozo La Muela, et El Puntalico. Ces endroits sont parfois maisons isolées ou de petits villages pour la plupart inhabitées. Le nom peut être Masia, Mas ou Masada (modalités d'origine aragonais et catalan). Il remonte à repeuplé au cours des Ages Sombres après la reconquête par Pedro II d'Aragon.
Saint Augustin a une population de 168 habitants (2008) et est 959 mètres.
La municipalité de San Agustin borde les municipalités de Albentosa Rubielos Mora, Mora et Rubielos Olba dans la province de Teruel. Dans la province de Castellon frontières des municipalités de Villanueva de Viver (Vilanova de la Reina), Pina Montalgrao, Caudiel et Barry (Barraques). Comme la ville de Villanueva de Viver (Vilanova de la Reina) le plus proche à seulement 6 km.
Le climat de San Agustin est de type méditerranéen avec une influence continentale. Il est fortement conditionné par des facteurs de géographique: agencement d'altitude et compact du relief qui isole des influences méditerranéennes directs, en dépit de la proximité de la mer. Les hivers sont froids avec de la neige lourde et à des températures inférieures à −10 °C, les étés sont caractérisés par des températures nettement au-dessus du continent 25 °C pendant la journée tomber considérablement pendant la nuit. Les précipitations sont fréquentes durant les mois de septembre.